# Suhaimee Roman
Suhaimee Roman (thailändisch สูไฮมี รอหมาน; * 9. März 1998 in Yala), auch als Suhaimee Salaeh bekannt, ist ein thailändischer Fußballspieler.

## Karriere
Suhaimee Roman wurde im Juni 2021 vom Drittligisten Jalor City FC unter Vertrag genommen. Der Verein aus Yala spielte in der Southern Region der Liga. Nach zwei Spielzeiten wechselte er im Sommer 2023 zu dem ebenfalls in der Southern Region spielenden Songkhla FC. Am Ende der Saison 2023/24 feierte er mit dem Verein aus Songkhla die Meisterschaft der Region. In den Aufstiegsspielen zur zweiten Liga konnte man sich jedoch nicht durchsetzen. Nach der Meisterschaft verließ er den Verein und schloss sich im Sommer 2024 dem Drittligaaufsteiger Yala City FC. Mit dem Verein aus Yala bestritt er 18 Ligaspiele in der Southern Region. Nach eine Spielzeit wechselte er im Sommer 2025 nach Pattani zum Zweitligaaufsteiger Pattani FC. Sein Zweitligadebüt gab Roman am 16. August 2025 (1. Spieltag) im Heimspiel gegen den Nakhon Si United FC. Bei der 0:3-Heimniederlage wurde er in der 78. Minute für Phattharaphon Jansuwan eingewechselt.

## Erfolge
Songkhla FC
- Thai League 3 – South: 2023/24